# Brigade Ost
Die Brigade Ost war eine rechtsextremistische Gruppe aus Johanngeorgenstadt (Erzgebirge). Mitglieder der Gruppe hatten Kontakte zur Zwickauer Terrorzelle Nationalsozialistischer Untergrund (NSU). Vier Mitglieder sollen die Terroristen unterstützt haben.

## Entwicklung
Auf einem Garagenhof an der Steigerstraße unweit vom Elias-Stolln in Johanngeorgenstadt traf sich ab dem Jahr 2000 zunächst eine Clique von Jugendlichen mit rechtsextremer Gesinnung. Viele der „Brigade Ost“ arbeiteten in Westdeutschland, hatten aber ihren Lebensmittelpunkt im Osten. Zeitweise hatte die Gruppe zwischen 100 und 150 Mitglieder, die jedoch lose organisiert waren. Mehrere wegen mutmaßlicher NSU-Unterstützung Verhaftete waren auch Mitglieder in der „Weißen Bruderschaft Erzgebirge“. 
Einzelpersonen hatten Verbindungen in die Kameradschaftsszene. Thomas Gerlach war ebenfalls Mitglied der „Brigade Ost“ und ein führender Akteur des „Freien Netzes“. Zusammen mit dem im NSU-Prozess angeklagten Ralf Wohlleben organisierte er das Rechtsrockfestival „Fest der Völker“. Gerlach verwendete in klandestinen Internetforen das Passwort „struck-mandy“, den Namen einer weiteren Beschuldigten im NSU-Verfahren, den Beate Zschäpe als Decknamen nutzte.

## Verbindungen zum NSU
Mindestens vier „Brigade“-Mitglieder wurden als mutmaßliche Unterstützer des NSU ermittelt. Die Zwillingsbrüder Maik und André Eminger waren in der „Brigade Ost“ aktiv. André Eminger unterstützte das NSU-Trio unter anderem durch die Beschaffung von Tarnidentitäten und Mietfahrzeugen für die NSU-Verbrechen. Im am 4. November 2011 ausgebrannten Wohnmobil des NSU fand die Polizei zwei Bahncards auf den Namen von André Eminger und seiner Frau, die von Beate Zschäpe und Uwe Böhnhardt benutzt wurden. Im von Zschäpe angezündeten Wohnhaus des NSU fand die Polizei Handzettel von André Emingers Medienfirma. Deshalb warf die Bundesanwaltschaft dem Ehepaar Eminger während der Ermittlungen 2012 vor, an der Bekenner-DVD des NSU mitgearbeitet zu haben. André Eminger unterstützte den NSU zudem mit der Anmietung von Wohnmobilen. Weitere Hilfsleistungen schlossen die Ermittler aus der Auswertung von Handydaten. Zschäpe bestätigte im Verlauf des Prozesses, dass die Familie Eminger mit ihren zwei kleinen Kindern sie, Zschäpe, fast wöchentlich in ihrer Wohnung in Zwickau besucht habe. Als es 2006 zu einem Wasserrohrbruch im Haus kam und Zschäpe als Zeugin bei der Polizei aussagen sollte, half Zschäpes Zeugenaussagen zufolge André Eminger, indem er ihr den Personalausweis seiner Frau Susann gab und sich bei der Polizei als Zschäpes Mann ausgab. Nach dem Tod der beiden Terroristen und nachdem Zschäpe die Wohnung am 4. November 2011 in Brand gesetzt hatte, habe sie André Eminger angerufen. Der habe ihr Kleider seiner Frau gegeben und sie zum Bahnhof gebracht, ließ Zschäpe vor Gericht mitteilen. Die Generalbundesanwaltschaft ließ André Eminger am 24. November 2011 in Brandenburg durch die GSG 9 verhaften, er wurde wegen Unterstützung der terroristischen Vereinigung NSU angeklagt und am 11. Juli 2018 zu zweieinhalb Jahren Haftstrafe verurteilt. Die Bundesanwaltschaft hatte zusätzlich Beihilfe zum versuchten Mord angenommen, weil Eminger das Fahrzeug angemietet hatte, das Mundlos und Böhnhardt 2001 für die Reise nach Köln benutzten, um dort eine Bombe abzulegen, und zwölf Jahre Haft gefordert, was das Gericht nicht als hinreichend erwiesen ansah. Seine Frau Susann wird bei der Bundesanwaltschaft als Beschuldigte im NSU-Verfahren geführt.
Ein weiteres Mitglied der Brigade, Matthias Dienelt, hatte im Mai 2001 und März 2008 jeweils Tarnwohnungen in Zwickau für den NSU gemietet. Er war Mitglied der „Weißen Bruderschaft Erzgebirge“, wurde am 12. Dezember 2011 verhaftet und ist Beschuldigter im NSU-Verfahren.
Eine andere Aktive der „Brigade Ost“, Mandy Struck, stellte Beate Zschäpe ihren Ausweis zur Verfügung. Im Februar 1998 soll sie die Mitglieder des NSU bei ihrem damaligen Freund in Chemnitz einquartiert haben. Der sächsische Verfassungsschutz hatte laut eigenen Angaben Böhnhardt und Zschäpe Ende September 2000 vor dem damaligen Chemnitzer Wohnhaus des Brigade-Ost-Mitgliedes observiert. Beate Zschäpe verwendete den Namen der Frau als Deckidentität. Die Frau bestreitet, davon gewusst zu haben, wird aber von der Bundesanwaltschaft ebenfalls als Beschuldigte im NSU-Verfahren geführt.